# کج‌بینی‌ها
اونکورینکوس (نام علمی: Oncorhynchus) نام یک سرده از زیرخانواده ماهی آزاد است.